# Grube Carl (Bergisch Gladbach)
Die Grube Carl ist eine ehemalige Eisen-Grube des Bensberger Erzreviers in Bergisch Gladbach, die auch auf Galmei verliehen war. Das Gelände gehört zum Stadtteil Nußbaum. Das Mutungsgesuch stammt vom 6. Juni 1853 unter dem Namen Findling. Die Verleihung erfolgte am 24. September 1866 mit dem Namen Carl. Es gab zwei Fundpunkte. Am südlichen Ende des Buschhorner Wegs liegt eine Halde, die von einem in der Nähe abgeteuften Schacht stammt. In der näheren Umgebung finden sich am Waldrand zwei größere Pingen von Tagebau. Der zweite Fundpunkt liegt am westlichen Ende der Borngasse. Heute ist dort ein See. Hier sind im Tagebau der Paffrather Tonwerke laut Jahresbericht 1913 insgesamt 130 t Eisenstein gefördert worden. Im November 1913 ist dieser Tagebau durch anhaltend starke Regenfälle abgesoffen und nicht wieder aufgenommen worden. Über sonstige Betriebstätigkeiten ist nichts Näheres bekannt.